# Glenopteris
Glenopteris là một chi bướm đêm thuộc họ Erebidae.